# Prima Categoria (1904)
Prima Categoria 1904 (z wł. Pierwsza Kategoria) – były 7 edycją najwyższej klasy mistrzostw Włoch w piłce nożnej organizowanych przez FIF, które odbyły się od 6 marca 1904 do 27 marca 1904. Mistrzem został Genoa CFC, zdobywając swój szósty tytuł.

## Organizacja
Liczba uczestników została zmniejszona z 6 do 5 drużyn. Nazwa mistrzostw została zmieniona na Prima Categoria. Od tego roku FIF oficjalnie organizowała mistrzostwa dla drugich drużyn, nominowanych w Seconda Categoria, w których brali udział rezerwowi gracze, którzy nie znaleźli miejsca w głównych formacjach ligowych.

## Kluby startujące w sezonie
| Klub            | Miasto   | Region    |
| --------------- | -------- | --------- |
| SG Andrea Doria | Genua    | Liguria   |
| Genoa CFC       | Genua    | Liguria   |
| Juventus        | Turyn    | Piemont   |
| Milan CFC       | Mediolan | Lombardia |
| FBC Torinese    | Turyn    | Piemont   |

## Eliminacje

### Piemont
6 marca
Juventus F.C. - FBC Torinese 1:0

### Liguria-Lombardia
6 marca
AC Milan - SG Andrea Doria 1:0

## Półfinał
13 marca
AC Milan - Juventus F.C. 1:1 (dogr.)
20 marca (rewanż)
AC Milan - Juventus F.C. 0:3

## Finał
29 kwietnia
Genoa CFC - Juventus F.C. 1:0
Genoa CFC została mistrzem Włoch. Ostatni mecz rozegrała w składzie: Spensley, Bugnon, Rossi P., Schoeller, Senft, Pasteur I, Salvadč, Goetzlof, Agar, Pasteur II, Pellerani.